# Profundidad
La profundidad es la distancia de un elemento con respecto a un plano horizontal de referencia cuando dicho elemento se encuentra por debajo de la referencia. Cuando ocurre lo contrario se denomina elevación, nivel o simplemente altura. Los terrenos que se encuentran profundos se denominan fosas, tanto si son marinas como terrestres.
Ejemplos:
- En la tecnología, la profundidad de un agujero, en relación con la superficie de una pieza de trabajo.
- En geología, la profundidad de un pozo en relación con la superficie de la Tierra.
- La profundidad del mar en un punto determinado de la superficie del mismo.
- La profundidad de un buque o elementos huecos (por ejemplo, tazas, lavabos). Según el tipo se medirá contra un borde superior o de una especial o el nivel de llenado actual.
- Una herida profunda, basada en la superficie del cuerpo.

Derivado de la noción de profundidad, pero también se utiliza en forma abstracta, como la cuestión de la calidad de una obra literaria: es en profundidad, o lo hace el autor (solo) superficial.
En objetos multidimensionales, a menudo el concepto de profundidad de un eje longitudinal se utiliza para distinguir sin ambigüedad entre estos ejes. En general, es que la longitud perpendicular de distancia a un borde frontal reales o imaginarios o el frente de "vuelta", por lo que la muestra espectador.
Ejemplos:
- La profundidad de la trama de un tejido, a diferencia de una parcela en una de dos dimensiones, superficie más o menos horizontal.
- Las dimensiones de los muebles se suelen especificar con anchura, altura y profundidad (ancho x alto x). Se habla en este contexto, por ejemplo, de los estantes y la profundidad del gabinete como una medida que complementa la superficie frontal visible es un espacio-eje para la descripción de tres dimensiones.